# Docklands Light Railway
| Systemfarbe: | Türkis                        |  |  |  |                                  |                             |
| \| Bank \| \| \| \| \| \| \| \| Tower Gateway \| Tower Gateway \| \| \| \| London–Southend \| London–Southend \| \| Royal Mint Street Junction \| \| \| \| \| \| \| \| Shadwell \| \| \| \| \| \| \| \| Limehouse \| \| \| \| \| \| \| \| \| \| \| \| \| Regent’s Canal \| \| \| \| \| \| \| \| Limehouse Cut \| \| \| Westferry \| \| \| \| \| \| \| \| \| \| \| \| \| \| \| \| West India Quay \| \| \| \| \| \| \| \| West India Docks \| West India Docks \| \| \| \| Poplar \| Poplar \| \| Canary Wharf \| Canary Wharf \| \| \| \| Poplar Depot \| Poplar Depot \| \| West India Docks \| \| \| \| \| \| \| \| Heron Quays \| Heron Quays \| \| \| \| All Saints \| All Saints \| \| West India Docks \| West India Docks \| \| \| \| Langdon Park \| Langdon Park \| \| South Quay \| South Quay \| \| \| \| Limehouse Cut \| Limehouse Cut \| \| Millwall Inner Dock \| Millwall Inner Dock \| \| \| \| Blackwall \| Blackwall \| \| Crossharbour \| Crossharbour \| \| \| \| East India \| East India \| \| \| \| \| \| \| Lea \| \| \| Mudchute (1999 verlegt) \| Mudchute (1999 verlegt) \| \| \| \| Devons Road \| Devons Road \| \| \| \| \| \| \| London–Southend \| \| \| Island Gardens (1999 verlegt) \| Island Gardens (1999 verlegt) \| \| \| \| District Line / H&C Line \| District Line / H&C Line \| \| \| \| \| \| \| Bow Church ( Bow Road) \| \| \| \| \| \| \| \| Pudding Mill Lane (2014 verlegt) \| \| \| Themse \| Themse \| \| \| \| Canning Town \| Canning Town \| \| Cutty Sark \| Cutty Sark \| \| \| \| Star Lane \| Star Lane \| \| \| \| \| \| \| West Ham \| \| \| Greenwich \| Greenwich \| \| \| \| Abbey Road \| Abbey Road \| \| Ravensbourne \| Ravensbourne \| \| \| \| Stratford High Street \| Stratford High Street \| \| Deptford Bridge \| Deptford Bridge \| \| \| \| Stratford \| Stratford \| \| \| \| \| \| \| Crossrail \| \| \| \| \| \| \| \| High Speed 1 \| \| \| Elverson Road \| Elverson Road \| \| \| \| Stratford International \| Stratford International \| \| Ravensbourne \| Ravensbourne \| \| \| \| Crossrail nach Canary Wharf \| Crossrail nach Canary Wharf \| \| \| \| \| \| \| Royal Victoria \| \| \| Lewisham \| Lewisham \| \| \| \| Custom House \| Custom House \| \| Thames Wharf \| Thames Wharf \| \| \| \| Prince Regent \| Prince Regent \| \| West Silvertown \| \| \| \| \| \| \| \| Pontoon Dock \| Pontoon Dock \| \| \| \| Royal Albert \| Royal Albert \| \| Silvertown \| Silvertown \| \| \| \| Beckton Park \| Beckton Park \| \| Crossrail \| Crossrail \| \| \| \| Cyprus \| Cyprus \| \| London City Airport \| London City Airport \| \| \| \| Gallions Reach \| Gallions Reach \| \| King George V \| King George V \| \| \| \| Beckton \| Beckton \| \| \| \| \| \| \| Beckton Depot \| \| \| Themse \| \| \| \| \| \| \| \| Crossrail \| \| \| \| \| \| \| \| Woolwich Arsenal \| \| \| \| \| \| \| |                               |  |  |  |                                  |                             |
| Bank |                               |  |  |  |                                  |                             |
| Tower Gateway | Tower Gateway                 |  |  |  | London–Southend                  | London–Southend             |
| Royal Mint Street Junction |                               |  |  |  |                                  |                             |
| Shadwell |                               |  |  |  |                                  |                             |
| Limehouse |                               |  |  |  |                                  |                             |
| |                               |  |  |  | Regent’s Canal                   |                             |
| |                               |  |  |  | Limehouse Cut                    |                             |
| Westferry |                               |  |  |  |                                  |                             |
| |                               |  |  |  |                                  |                             |
| West India Quay |                               |  |  |  |                                  |                             |
| West India Docks | West India Docks              |  |  |  | Poplar                           | Poplar                      |
| Canary Wharf | Canary Wharf                  |  |  |  | Poplar Depot                     | Poplar Depot                |
| West India Docks |                               |  |  |  |                                  |                             |
| Heron Quays | Heron Quays                   |  |  |  | All Saints                       | All Saints                  |
| West India Docks | West India Docks              |  |  |  | Langdon Park                     | Langdon Park                |
| South Quay | South Quay                    |  |  |  | Limehouse Cut                    | Limehouse Cut               |
| Millwall Inner Dock | Millwall Inner Dock           |  |  |  | Blackwall                        | Blackwall                   |
| Crossharbour | Crossharbour                  |  |  |  | East India                       | East India                  |
| |                               |  |  |  | Lea                              |                             |
| Mudchute (1999 verlegt) | Mudchute (1999 verlegt)       |  |  |  | Devons Road                      | Devons Road                 |
| |                               |  |  |  | London–Southend                  |                             |
| Island Gardens (1999 verlegt) | Island Gardens (1999 verlegt) |  |  |  | District Line / H&C Line         | District Line / H&C Line    |
| |                               |  |  |  | Bow Church ( Bow Road)           |                             |
| |                               |  |  |  | Pudding Mill Lane (2014 verlegt) |                             |
| Themse | Themse                        |  |  |  | Canning Town                     | Canning Town                |
| Cutty Sark | Cutty Sark                    |  |  |  | Star Lane                        | Star Lane                   |
| |                               |  |  |  | West Ham                         |                             |
| Greenwich | Greenwich                     |  |  |  | Abbey Road                       | Abbey Road                  |
| Ravensbourne | Ravensbourne                  |  |  |  | Stratford High Street            | Stratford High Street       |
| Deptford Bridge | Deptford Bridge               |  |  |  | Stratford                        | Stratford                   |
| |                               |  |  |  | Crossrail                        |                             |
| |                               |  |  |  | High Speed 1                     |                             |
| Elverson Road | Elverson Road                 |  |  |  | Stratford International          | Stratford International     |
| Ravensbourne | Ravensbourne                  |  |  |  | Crossrail nach Canary Wharf      | Crossrail nach Canary Wharf |
| |                               |  |  |  | Royal Victoria                   |                             |
| Lewisham | Lewisham                      |  |  |  | Custom House                     | Custom House                |
| Thames Wharf | Thames Wharf                  |  |  |  | Prince Regent                    | Prince Regent               |
| West Silvertown |                               |  |  |  |                                  |                             |
| Pontoon Dock | Pontoon Dock                  |  |  |  | Royal Albert                     | Royal Albert                |
| Silvertown | Silvertown                    |  |  |  | Beckton Park                     | Beckton Park                |
| Crossrail | Crossrail                     |  |  |  | Cyprus                           | Cyprus                      |
| London City Airport | London City Airport           |  |  |  | Gallions Reach                   | Gallions Reach              |
| King George V | King George V                 |  |  |  | Beckton                          | Beckton                     |
| |                               |  |  |  | Beckton Depot                    |                             |
| Themse |                               |  |  |  |                                  |                             |
| Crossrail |                               |  |  |  |                                  |                             |
| Woolwich Arsenal |                               |  |  |  |                                  |                             |

Die Docklands Light Railway (DLR) ist eine seit 1987 existierende fahrerlose Hoch- und Untergrundbahn in den Docklands, dem ehemaligen Hafengebiet im Osten von London. Sie wird unter einer von Transport for London (TfL) vergebenen Konzession betrieben. Das 34 Kilometer lange Streckennetz wird von stadtbahnähnlichen Fahrzeugen befahren. Die DLR ist kein Teil von London Underground, erscheint aber auf deren Liniennetzplan und befindet sich im Geltungsbereich des TfL-Tarifsystems.
Das DLR-Netz umfasst sechs Zweigstrecken und besitzt 45 Stationen, wovon fünf in Tunneln liegen. Die Strecken befinden sich überwiegend auf Viadukten oder nutzen die Trassen ehemaliger Hafenbahnen. Im Geschäftsjahr 2014/15 beförderte die DLR 110,2 Millionen Fahrgäste.

## Strecken
Die DLR fährt meist auf Viadukten, lange Abschnitte entstanden auf nicht mehr benötigten Trassen von Hafenbahnen. Es gibt drei Tunnelabschnitte: Bei Greenwich und Woolwich wird die Themse unterquert, in der City of London liegt die westlichste Endstation (Bank) ebenfalls im Tunnel. Es gibt keine niveaugleichen Kreuzungen mit anderen Verkehrsmitteln, womit die DLR viele Kriterien einer U-Bahn bzw. Hochbahn erfüllt. Der Begriff „light rail“ wird deshalb verwendet, weil die Technologie derjenigen einer Stadtbahn ähnelt, und um das Netz von der konventionellen U-Bahn der London Underground zu unterscheiden.
Es gibt sechs Zweigstrecken, von denen sich vier in der Station Poplar kreuzen: Nach Greenwich und Lewisham im Süden, nach Stratford im Norden, nach Beckton im Osten sowie in die City of London im Westen. Die letztgenannte Strecke besitzt zwei Endstationen, Bank und Tower Gateway. Die südliche Strecke ist besonders sehenswert. Sie verläuft zum größten Teil auf einem Viadukt quer über die alten Docks auf der Isle of Dogs, bei Heron Quays führt sie mitten durch ein Hochhaus. Die fünfte Zweigstrecke führt von Canning Town über den London City Airport bis zum Bahnhof Woolwich Arsenal. Eine sechste Strecke führt vom Bahnhof Stratford International zum Bahnhof Canning Town.
Obwohl die Netzstruktur zahlreiche unterschiedliche Routenkombinationen zulässt, werden normalerweise die sechs folgenden Linien betrieben:
- Bank – Canary Wharf – Lewisham
- Bank – Poplar – Canning Town – Woolwich Arsenal
- Stratford – Poplar – Canary Wharf – Lewisham
- Tower Gateway – Poplar – Canning Town – Beckton
- Stratford International – Canning Town – Woolwich Arsenal
- Stratford International – Canning Town – Beckton

Aktuelles Streckennetz

In den Endstationen wenden die Züge unmittelbar am Bahnsteig, mit Ausnahme von Bank, wo es eine Wendeanlage mit Kehrgleis gibt. Während der Hauptverkehrszeit wenden zahlreiche Züge der Linie Stratford – Lewisham bereits in der Station Canary Wharf. Bei Störungen und Unterhaltsarbeiten können Züge auch in den Stationen Crossharbour und Mudchute wenden.

## Geschichte

### Planungen
In den 1960er Jahren begannen die Docklands östlich des Stadtzentrums allmählich zu verfallen, da die bisherigen Hafenanlagen nicht für die Containerschifffahrt geeignet waren. Die Docks waren mit dem nationalen Eisenbahnnetz über die London and Blackwall Railway verbunden, die 1966 mangels Nachfrage geschlossen wurde. Das 1978 gebaute Tiefwasserbecken im Containerhafen Tilbury in Essex machte die Londoner Hafenanlagen noch überflüssiger und 1980 übernahm die Regierung die Kontrolle über das heruntergekommene Gebiet.

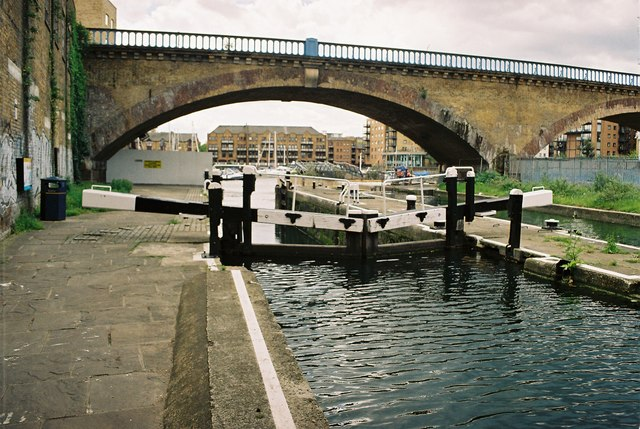
Das Viadukt der London and Blackwall Railway wird heute von der DLR genutzt

1972 gab es erste Überlegungen, wie die Docklands wiederzubeleben seien. Das Planungsbüro Travis Morgan & Partners schlug unter anderem den Bau eines Peoplemover-Systems vor, um die Docklands mit dem Bahnhof Fenchurch Street zu verbinden. Der Greater London Council setzte 1974 zusammen mit den Bezirken Greenwich, Lewisham, Newham, Southwark und Tower Hamlets eine Kommission zur Neugestaltung des Gebiets ein. Obwohl eine Stadtbahn als zu teuer befunden worden war, schlug eine Studie 1976 den Bau einer konventionellen U-Bahn von Charing Cross über Fenchurch Street und Isle of Dogs nach Woolwich vor. In diesem Korridor war der Bau der zweiten Etappe der Jubilee Line vorgesehen. Nach dem Wahlsieg der Conservative Party bei den Unterhauswahlen 1979 wurden die U-Bahn-Pläne fallengelassen, da die neue Regierung von Margaret Thatcher auf einer kostengünstigeren Lösung beharrte.
Im Juli 1981 schuf die Regierung die Entwicklungsgesellschaft London Docklands Development Corporation (LDDC). Die Forderung nach einer billigen ÖPNV-Lösung führte dazu, dass London Transport damit beauftragt wurde, mehrere Stadtbahn-Optionen auszuarbeiten. In allen Fällen führte die Stammstrecke entlang der Great Eastern Main Line und der früheren London and Blackwall Railway. Als Standort der westlichen Endstation wurde die Minories-Straße bestimmt (die heutige Station Tower Gateway). Die Option Tower Hill scheiterte an zu hohen Kosten, die Option Aldgate East (mit Verbindung zur District Line) an fehlenden Kapazitäten. Für die südliche Endstation gab es zwei Optionen: entweder bei Cubitt Town (heutige Station Island Gardens) oder an der Tiller Road westlich des Millwall Docks, wobei die Wahl auf erstere fiel. Dies erforderte eine Streckenführung durch die Mitte der Halbinsel und die Überbrückung der West India Docks, wenngleich der Bericht von London Transport ausdrücklich vor dem geringen Fahrgastpotenzial warnte, sollte in dem Gebiet um Canary Wharf keine umfassende Stadtentwicklung vorgenommen werden (was einige Jahre lang tatsächlich der Fall war).

### Bau und Inbetriebnahme des Grundnetzes

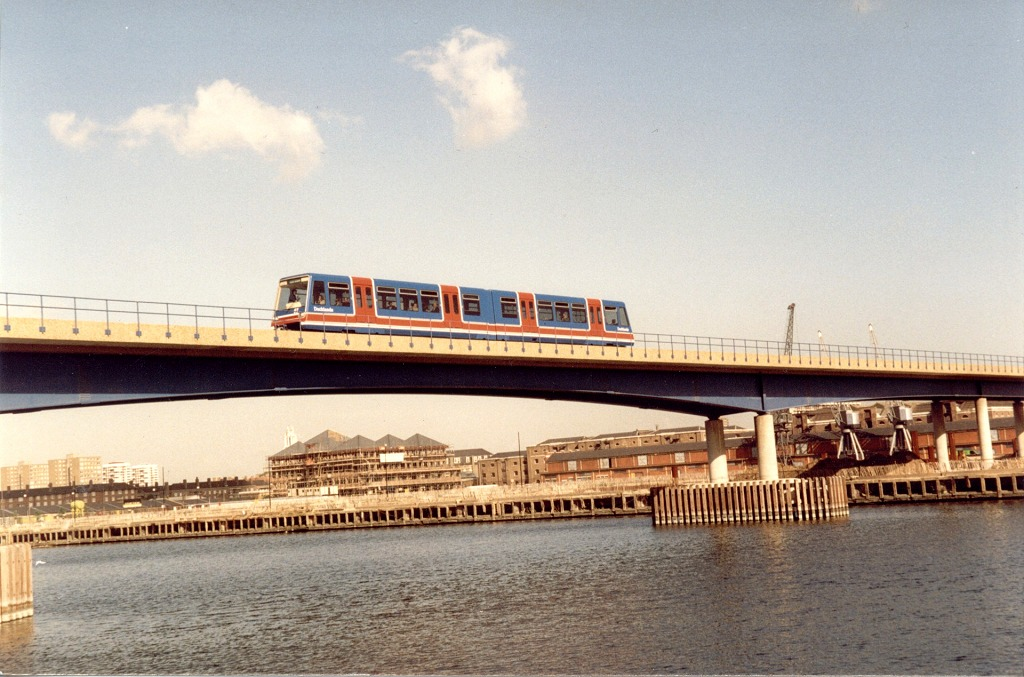
Ein Zug überquert den West India Dock (1987)

Den Auftrag zum Bau der Docklands Light Railway erhielt 1984 das Unternehmen GEC Mowlem. Das Grundnetz wurde ab 1985 errichtet, die Kosten beliefen sich auf lediglich 77 Millionen Pfund. Das Grundnetz umfasste zwei Linien: von Tower Gateway und Stratford nach Island Gardens. Die Strecken nutzten überwiegend ausgediente Eisenbahnviadukte oder neu errichtete Viadukte aus Beton entlang der Trasse der früheren London and Blackwall Railway und der daran anschließenden Millwall Extension Railway. Außerdem konnte in Richtung Stratford ein stillgelegter Abschnitt der North London Railway genutzt werden. Bei Linke-Hofmann-Busch wurden elf fahrerlose, per Computer gesteuerte Fahrzeuge des Serie P86 bestellt.

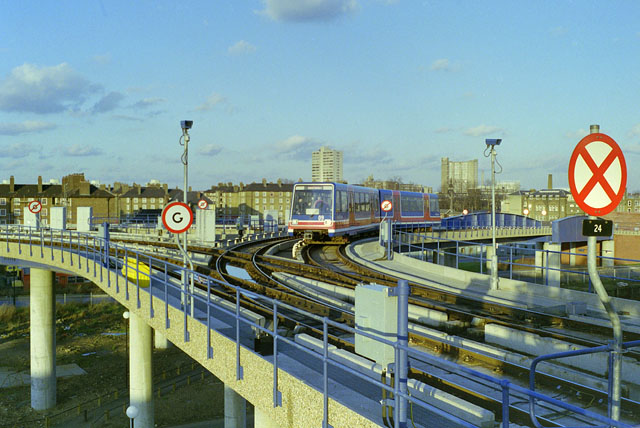
Gleisdreieck bei West India Quay (1987)

Königin Elisabeth II. eröffnete das neue Verkehrsmittel offiziell am 30. Juli 1987, der fahrplanmäßige Betrieb begann am 31. August 1987. Zu Beginn hatte das DLR-Netz einen geringen Ausbaustand: Die Bahnsteige waren sehr kurz, so dass nur einzelne Einheiten verkehren konnten. Das Netz mit 15 Stationen bestand aus drei Zweigstrecken von zusammen 13 Kilometern Länge, die mit einem einfachen Gleisdreieck bei Poplar miteinander verbunden waren. Dort befand sich auch das Betriebszentrum mit Verwaltung, Depot, Werkstatt und Stellwerk. Die Stationen sahen fast alle gleich aus und setzten sich aus Standard-Elementen zusammen. Ein gemeinsames Merkmal waren kurze, halbzylindrische, verglaste Baldachine in blauer Farbe.

### Erste Ausbauphase

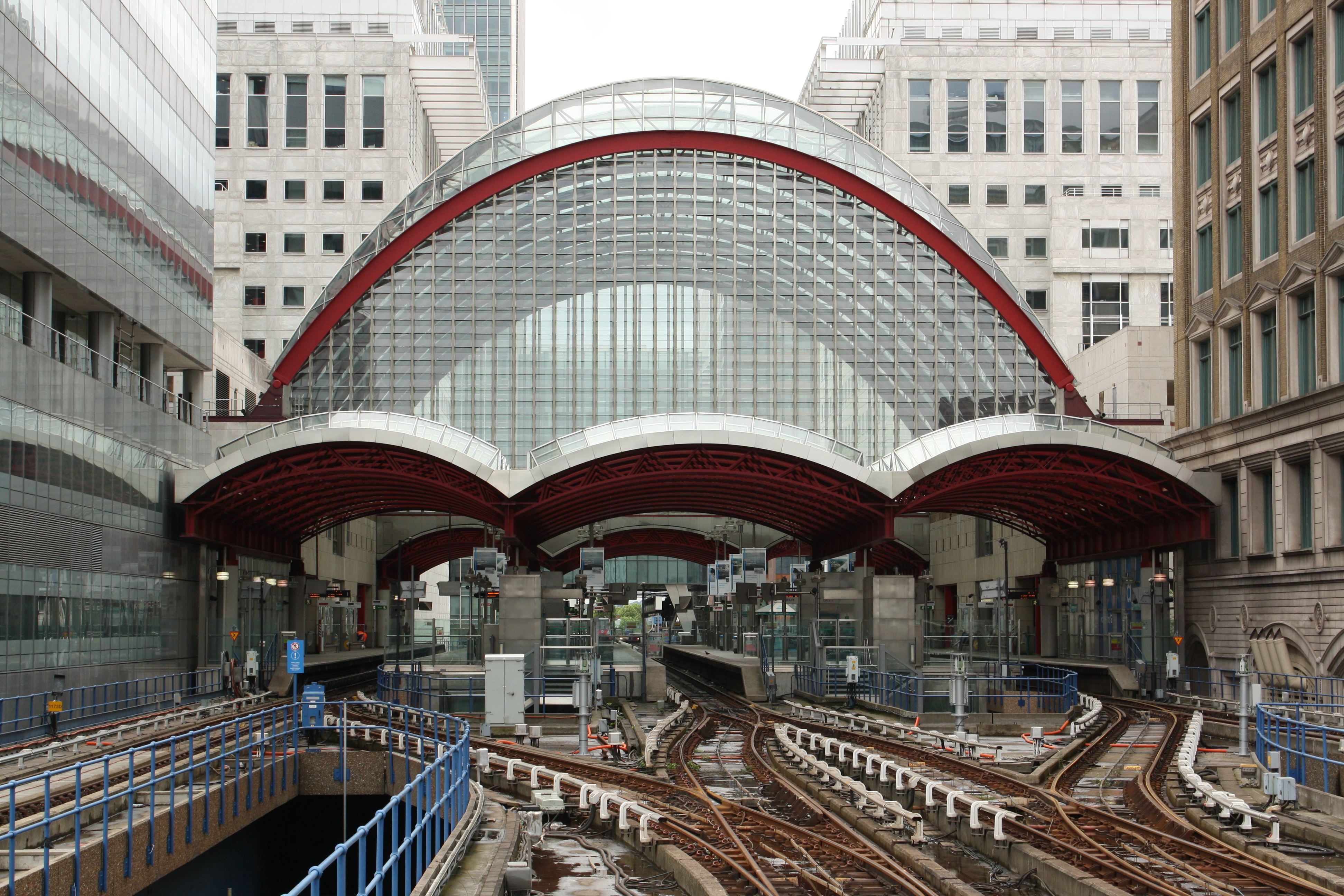
Station Canary Wharf (2012)

Die Beförderungskapazität des Grundnetzes erwies sich schon bald als zu klein. Da sich die Docklands Ende der 1980er Jahre innerhalb kurzer Zeit zu einem bedeutenden Finanz- und Wirtschaftszentrum wandelten, stiegen die Fahrgastzahlen weit schneller an als ursprünglich erwartet. Insbesondere die Endstation Tower Gateway am Rande der City of London erwies sich als unattraktiv, da keine direkte Verbindung zum Bahnhof Fenchurch Street bestand und die nächstgelegene U-Bahn-Station Tower Hill bis heute nur mit einem mehrere hundert Meter langen Fußweg zu erreichen ist. Ebenfalls problematisch war die Tatsache, dass die Kapazität nach kurzer Zeit völlig unzureichend war. Noch vor der Eröffnung des Grundnetzes begannen bereits Planungen für Verlängerungen nach Bank im Westen und Beckton im Osten.
Zur Behebung der gröbsten Kapazitätsengpässe wurden die Bahnsteige auf die doppelte Länge erweitert. Am 29. Juli 1991 ging die unterirdische Verlängerung nach Bank in Betrieb. Diese zweigt von der ursprünglichen Strecke ab, wodurch die weiterhin betriebene Endstation Tower Gateway erheblich an Bedeutung verlor. Da sie den britischen Brandschutz-Verordnungen für Tunnelfahrzeuge nicht entsprachen, konnten die ursprünglichen Wagen nicht im Tunnel verkehren. Sie fuhren eine Zeitlang auf oberirdischen Strecken und wurden später verkauft.
Das rasante Wachstum des Büroviertels Canary Wharf erforderte den Ausbau der gleichnamigen Station von einer einfachen Haltestelle zu einem Bahnhofskomplex mit drei Bahnsteigen und separatem Ein- und Ausstieg (spanische Lösung). Die Bahnsteige sind überdacht und in ein Einkaufszentrum zwischen zwei Bürohochhäusern integriert. Die noch unerschlossenen Gebiete östlich von Poplar benötigten ebenfalls eine bessere Verkehrsanbindung, um auch dort die Regeneration voranzutreiben. Aus diesem Grund entstand eine vierte Strecke, die via Canning Town und entlang der Nordseite der Royal Docks nach Beckton führt. Das Gleisdreieck bei Poplar wurde zu einem komplexen kreuzungsfreien Bauwerk erweitert. Die Eröffnung der neuen Strecke erfolgte am 28. März 1994.

### Zweite Ausbauphase
Parallel zum rasanten Wachstum von Canary Wharf stieg auch das Bedürfnis nach einer Verkehrsverbindung zu Wohngebieten im Südosten von Greater London. Der London Borough of Lewisham gab eine Machbarkeitsstudie für eine Verlängerung der DLR unter der Themse in Auftrag. Auf Grundlage der Ergebnisse forderte die Stadtbezirksverwaltung von Lewisham 1995 eine Verlängerung der Island-Gardens-Zweigstrecke über Greenwich zum Bahnhof Lewisham. Einflussreiche Politiker wie John Prescott und Larry Whitty unterstützten das Projekt, so dass die Bauarbeiten im darauf folgenden Jahr begannen.

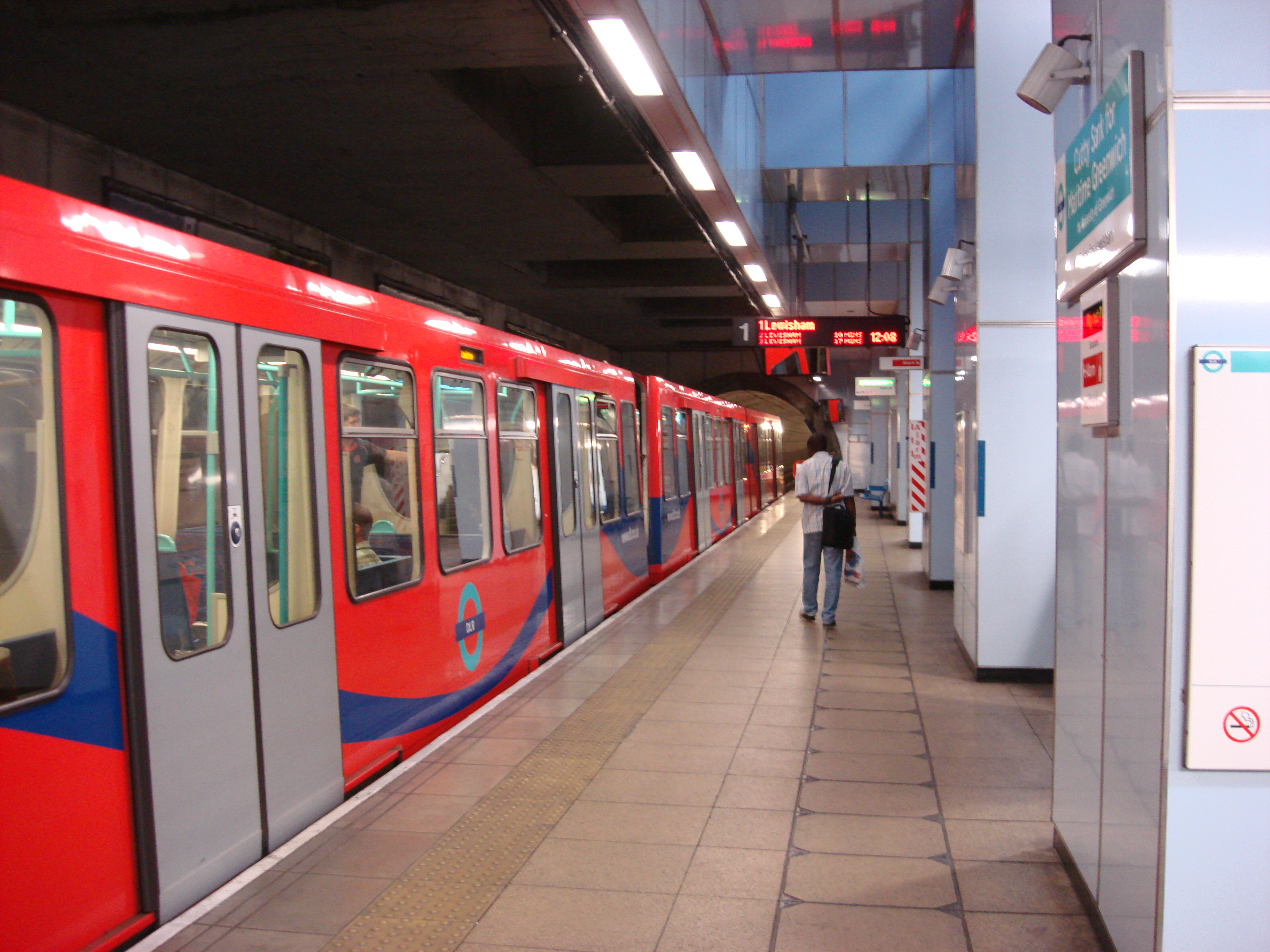
Die Tunnelstation Cutty Sark im Zentrum von Greenwich

Die Verlängerung nach Lewisham wurde am 3. Dezember 1999 eröffnet. Sie zweigt südlich von Crossharbour von der alten Streckenführung ab und erreicht Mudchute, wo eine neue ebenerdige Station jene auf dem Viadukt ersetzte. Die anschließende Tunnelstrecke folgt zunächst dem Verlauf des Viadukts bis zur neuen Tunnel-Station Island Gardens (die ursprüngliche Station und das südliche Ende des Viadukts wurden später abgerissen). Danach werden die Themse und das Zentrum von Greenwich unterquert (erschlossen durch die Station Cutty Sark), das Tunnelportal liegt kurz vor dem Bahnhof Greenwich. Auf einem weiteren Viadukt folgt die Strecke dem Fluss Ravensbourne und endet schließlich unter dem Vorplatz des Bahnhofs Lewisham.
Am 10. Februar 1996 zündete die Provisional Irish Republican Army in unmittelbarer Nähe der Station South Quay eine Autobombe in einem kleinen Lastwagen. Da eine telefonische Vorwarnung eingegangen war, konnten die benachbarten Gebäude evakuiert werden. Ein nahe gelegener Zeitungskiosk wurde jedoch nicht evakuiert und zwei dort arbeitende Männer kamen ums Leben. Durch die Druckwelle und das zerspringende Glas gab es zahlreiche Verletzte. Drei Häuser in der Nähe wurden stark beschädigt. Während das Gebäude der Midland Bank abgerissen werden musste, wurden die Gebäude South Quay Plaza I und II wieder vollständig hergerichtet. Die Station selbst wurde zwar stark beschädigt, konnte aber nach drei Monaten wieder in Betrieb genommen werden.

### Dritte Ausbauphase
Die nächsten Ausbauten wurden durch ein Fünfjahres-Investitionsprogramm unterstützt, das Bürgermeister Ken Livingstone am 12. Oktober 2004 vorgestellt hatte. Am 2. Dezember 2005 eröffnete Transport for London den fünften Zweig der Docklands Light Railway. Sie nutzt zu großen Teilen die ehemalige Trasse der Eastern Counties and Thames Junction Railway auf der Südseite der Royal Docks. Dabei verbindet sie Canning Town mit dem London City Airport; vorläufige Endstation war King George V, am gleichnamigen Dock gelegen.

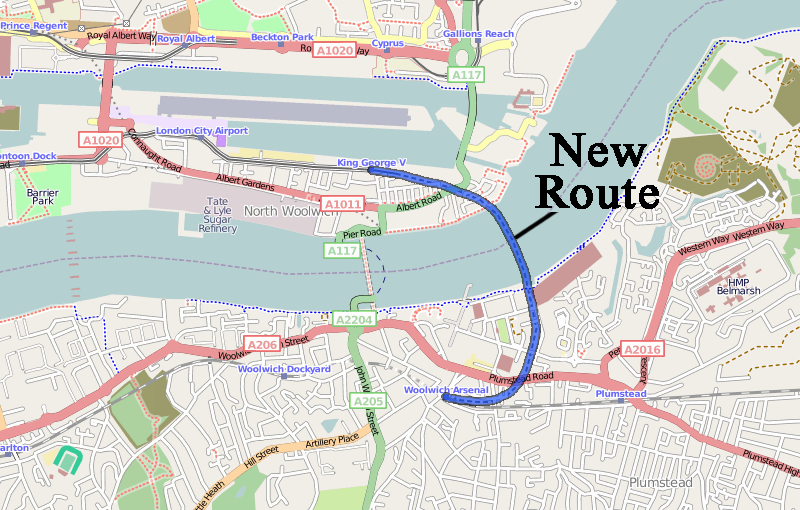
Verlängerung nach Woolwich

Diese Strecke wurde um eine weitere Station von King George V nach Woolwich Arsenal verlängert. Die Bauarbeiten an dieser Tunnelstrecke unter der Themse hindurch hatten im Juni 2005 begonnen. Bürgermeister Boris Johnson nahm am 12. Januar 2009 die Eröffnung vor. In der Zwischenzeit war Mitte 2008 die ursprüngliche Endstation Tower Gateway für Umbauarbeiten geschlossen worden. Dabei ersetzte man die zwei Gleise beidseits eines schmalen Mittelbahnsteigs durch ein einzelnes Gleis zwischen zwei Seitenbahnsteigen. Die Wiedereröffnung erfolgte am 2. März 2009.
Nach dieser Verlängerung musste die Kapazität des Systems weiter ausgebaut werden. Man entschied sich für den Einsatz von Drei-Wagen-Zügen und verzichtete auf die Erhöhung der Taktdichte, weil das dafür notwendige neue Zugsicherungssystem nicht kostengünstiger gewesen wäre und weniger Vorteile gebracht hätte. Die Docklands Light Railway war ursprünglich für den Einsatz von Ein-Wagen-Zügen gebaut worden. Der Ausbau erforderte die Verstärkung von Viadukten, um die schwereren Züge tragen zu können; ebenso mussten in etlichen Stationen die Bahnsteige verlängert werden. Ursprünglich sollten die Arbeiten in drei Teilen ausgeführt werden: Bank–Lewisham, Poplar–Stratford und Poplar–Beckton. Die Umsetzung des auf 200 Millionen Pfund veranschlagte Projekts begann 2007, wobei der erste Teil im Jahr 2009 hätte abgeschlossen sein sollen. Jedoch wurden der erste und zweite Teil zusammengefasst, wodurch sich die Fertigstellung bis Januar 2010 verzögerte. Schließlich war im Mai 2009 auch der dritte Teil abgeschlossen.
Die Stationen Elverson Road, Royal Albert und Gallions Reach wurden aus Platzgründen nicht verlängert. Dasselbe trifft auf die im Schildvortrieb errichtete Tunnelstation Cutty Sark zu; dort geschah dies aus Kostengründen und aus Rücksichtnahme auf benachbarte historische Gebäude. In den genannten Stationen bleiben einzelne Zugtüren geschlossen. Darüber hinaus musste die Station South Quay um rund 125 Meter nach Osten verschoben werden, da eine nahe gelegene Kurve eine Verlängerung sonst unmöglich gemacht hätte.

### Vierte Ausbauphase

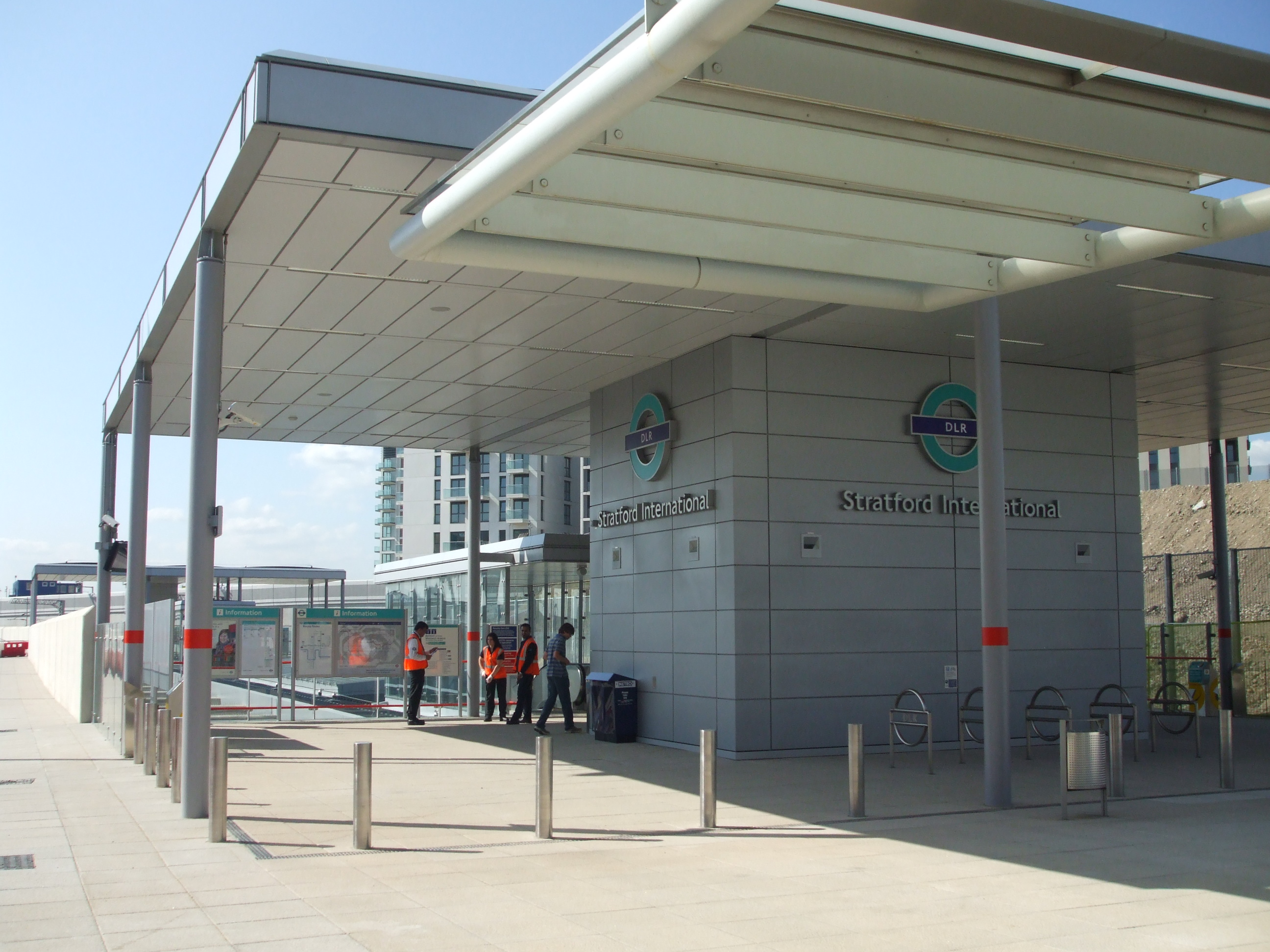
Stratford International kurz nach der Eröffnung (2011)

Zusätzlich zu den Stationsverlängerungen, die zum Teil aus dem Budget der Olympischen Sommerspiele 2012 finanziert worden waren, entstand ein sechster Streckenast der DLR von Canning Town nach Stratford International. Dieser wurde am 31. August 2011 eröffnet. Dabei nutzte man ein umgebautes Teilstück der North London Line, das am 9. Dezember 2006 stillgelegt worden war. Dort verkehrt bereits die Jubilee Line, allerdings mit nur einer Zwischenstation; somit übernimmt die DLR hier die Feinerschließung. Während der Olympischen Spiele verband diese Strecke zwei der wichtigsten Austragungsorte (Olympiapark und Exhibition Centre London).
Eines der Tunnelportale der Crossrail-Strecke durch das Stadtzentrum Londons befindet sich am ursprünglichen Standort der Station Pudding Mill Lane. Deshalb musste die DLR-Strecke in diesem Bereich auf einen weiter südlich befindlichen Viadukt verlegt werden. Die Ersatzstation wurde am 28. April 2014 in Betrieb genommen. Die alte Station lag am einzigen nennenswerten eingleisigen Abschnitt des DLR-Netzes, so dass bei dieser Gelegenheit ein Ausbau auf Doppelspur vorgenommen werden konnte, um diesen Engpass zu beseitigen.

## Management
Die Infrastruktur ist im Besitz der Docklands Light Railway Limited; diese Gesellschaft gehört zur Abteilung London Rail von Transport for London, die auch für London Overground, Tramlink und Crossrail zuständig ist. Bis zur Privatisierung im Jahr 1997 war die betriebliche Abteilung der DLR eine hundertprozentige Tochtergesellschaft der Verkehrsbehörde London Regional Transport. Die erste Konzession wurde für zunächst sieben Jahre an die Serco Docklands Limited vergeben. Am 22. November 2005 gab Transport for London bekannt, dass Serco den Zuschlag für weitere sieben Jahre erhält. Die daraufhin vergebene Konzession wurde 2013 um ein weiteres Jahr bis 2014 verlängert. Seit Dezember 2014 wird der DLR von KeolisAmey Docklands betrieben, einem Joint Venture zwischen Keolis und Amey.

## Fahrzeuge

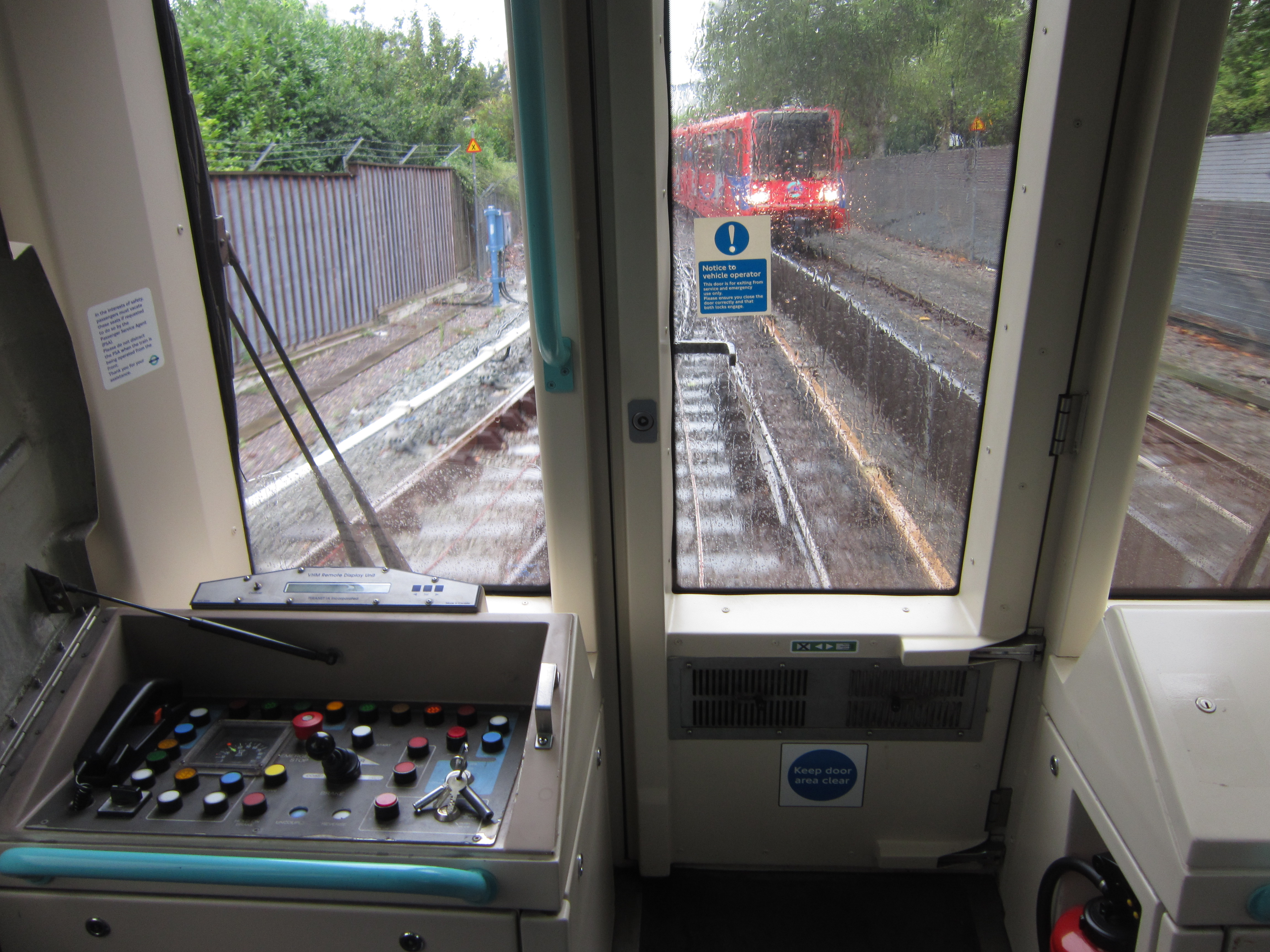
Aussicht aus einem DLR-Wagen; das Hilfsfahrpult ist üblicherweise abgeschlossen

Die DLR besitzt insgesamt 149 hochflurige Zweirichtungs-Triebwagen mit begehbarem Gelenk, die nach den Standards des Stadtbahnwagen Typ B konstruiert waren. Jeweils eine Einheit besteht aus zwei Wagen, die in Doppel- oder Dreifachtraktion eingesetzt werden (d. h. vier oder sechs Wagen). Jeder Wagen hat je vier Türen an beiden Seiten; mit 70 Sitzplätzen bietet er insgesamt 284 Fahrgästen Platz. Bei der DLR wurden bisher fünf verschiedene Baureihen eingesetzt, von denen drei noch in Betrieb sind. Die bisherigen Fahrzeuge sind in einer einheitlichen Lackierung in den Farben Rot, Blau und Weiß versehen (von Werbelackierungen abgesehen). Die Züge fahren automatisch und ohne Fahrer; sie erhalten ihre Daten über ein Linienzugbeeinflussungssystem. Dabei besteht zwischen jedem Zug und dem Stellwerk eine Funkverbindung über eine unter dem Fahrzeug angebrachte Antenne und zwei im Gleis verlegte Kabel (Linienleiter). Der Stellwerksrechner erhält ständig Informationen über den Fahrzeugstandort mitgeteilt, der Fahrzeugrechner die jeweils zulässige Höchstgeschwindigkeit.
Jeder Zug ist mit einem Zugbegleiter (passenger service agent) besetzt, der das Schließen der Türen überwacht und daneben auch für die Sicherheit der Fahrgäste und für kleinere Wartungsarbeiten, Durchsagen und Fahrscheinkontrollen zuständig ist. Falls ein Zug wegen einer Störung nicht automatisch weiterfahren kann, fährt ihn der Zugbegleiter im Handbetrieb mittels einer Hilfssteuerung, die sich unter einer aufklappbaren (und normalerweise abgeschlossenen) Abdeckung an der Stirnseite befindet. Trotz des automatischen Betriebs erinnern die Züge äußerlich an deutsche Stadtbahnwagen.
Die Züge der Baureihen B90, B92 und B2K sind technisch kompatibel und beliebig miteinander kuppelbar. Die Baureihen werden mit einem Buchstaben, der das zuständige Depot (P = Poplar, B = Beckton) kennzeichnet und dem Jahr ihrer Erstinbetriebnahme bezeichnet (Beispiel: P86 = Depot Poplar, Erstinbetriebnahme 1986).

### Übersicht
| Typ | Baujahr   | Hersteller                           | Anzahl | Fahrzeugnr.  | Bemerkungen |
| --- | --------- | ------------------------------------ | ------ | ------------ | --- |
| P86 | 1986      | Linke-Hofmann-Busch                  | 11     | 01–11        | 1991 an EVAG verkauft                                                                                              |
| P89 | 1989      | British Rail Engineering Ltd. (BREL) | 10     | 12–21        | 1995 an EVAG verkauft                                                                                              |
| B90 | 1991      | Bombardier                           | 23     | 22–44        | Generalüberholung seit 2004, geplanter Einsatz auf der Metro Thessaloniki                                          |
| B92 | 1993–1995 | Bombardier                           | 47     | 45–91        | Das Fahrzeug Nr. 45 wurde Mitte der 1990er Jahre testweise mit einer neuen Lackierung in Blau und Türkis versehen. |
| B2K | 2001/2002 | Bombardier                           | 24     | 92–99, 01–16 | Die Fahrzeugnummern 01–16 wurde zum zweiten Mal vergeben (vgl. P86 und P89).                                       |
| B07 | 2007–2009 | Bombardier                           | 24     | 101–124      | neues Design |
| B07 | 2009/2010 | Bombardier                           | 31     | 125–155      | |
| B23 | 2023–2026 | CAF                                  | 54     |              | durchgängig begehbare fünfteilige Triebzüge, entsprechen in der Länge einer Dreifachtraktion von Gelenkwagen       |

### Erste Gelenkwagen
P86:

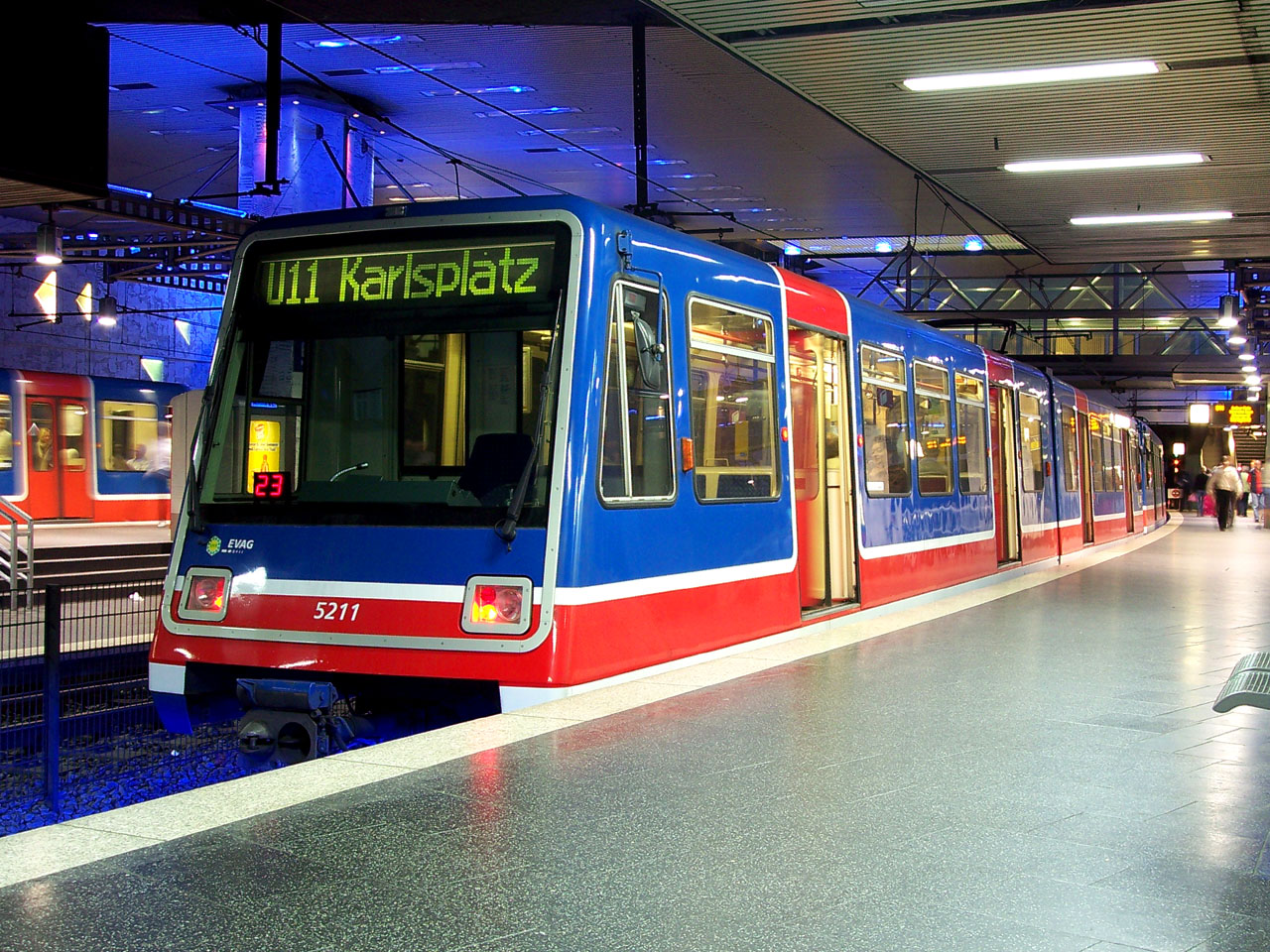
Ehemaliger Docklands-Wagen der Baureihe P86 im U-Bahnhof Essen Hauptbahnhof (2005)

Von dieser Baureihe wurden 1986 von Linke-Hofmann-Busch in Deutschland elf Einheiten gebaut und als Nummern 01 bis 11 in den Fahrzeugbestand aufgenommen. Mit diesen Fahrzeugen nahm die DLR 1987 ihren Betrieb auf. Da die Wagen nicht mit brandhemmenden Materialien ausgestattet waren, durften sie aufgrund der strengen britischen Sicherheitsvorschriften für Schienenfahrzeuge in Tunneln nicht auf der 1991 eröffneten Tunnelstrecke zur Station Bank eingesetzt werden. Sie wurden 1991 an die Essener Verkehrs-AG (EVAG) verkauft und dort nach Umbauten (Einbau von Dachstromabnehmern und Fahrerkabinen) zwischen 1994 und 1998 in Betrieb genommen.

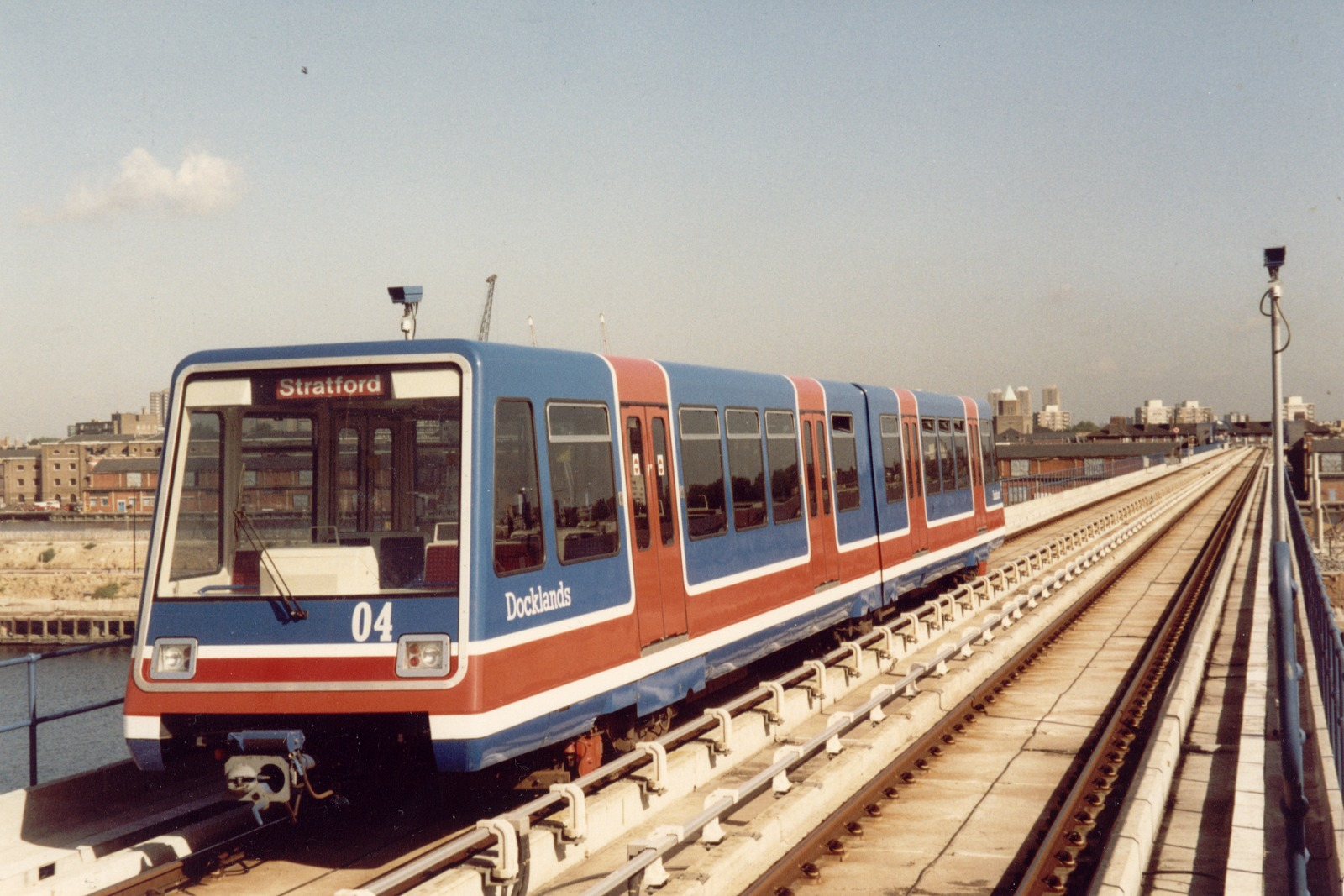
P86er bei West India Quay (1987)

Die ehemaligen DLR-Züge der Baureihe P86 behielten auch in Essen zunächst ihre markante ursprüngliche Farbgebung in Rot, Blau und Weiß und wurden aufgrund ihrer geringeren Bremsleistung nur auf der Linie U11 eingesetzt. Nach und nach wurden diese auch im typischen EVAG-Lackschema (Gelb/Blau) lackiert. Der einzige nicht umgebaute P86 Tw 5211 war nach 2011 einige Jahre abgestellt und wurde im Juni 2017 zum Schrottplatz im Duisburger Hafen abtransportiert.
P89:
British Rail Engineering Limited baute 1989 weitere zehn Einheiten mit den Nummern 12 bis 21. Da mit der Eröffnung der Strecke nach Beckton die Strecken der DLR abschnittsweise auf ein anderes Linienzugbeeinflussungssystem (Alcatel SELTRAC) umgestellt wurden und die Baureihe P89 nicht mit den nachfolgenden Baureihen kuppelbar war, wurden diese Fahrzeuge Mitte der 1990er Jahre ebenfalls nach Essen verkauft und dort nach Umbauten zwischen 1999 und 2004 in den Fahrgastbetrieb übernommen. Die Einheiten der Baureihe P89 wurden im typischen EVAG-Lackschema (Gelb/Blau) lackiert und sind auf den Essener Linien U11, U17 und U18 im Einsatz.
P86:
Die EVAG stattete die Fahrzeuge der Baureihe P86 ab 2005 in eigener Werkstatt mit einem zweiten Antrieb sowie mit einer verstärkten Bremsanlage aus. Dies ermöglicht den Einsatz auf der Stadtbahnlinie U17. Außerdem ersetzte man die doppelflügeligen Innenschwenktüren durch einflügelige Schiebetüren. Durch die veränderte Technik sind die Einheiten des Typs P86 (Poplar-86) auch in Traktion mit den Fahrzeugen des Typs P89 einsetzbar. Der Typ P86 entspricht in Technik, Ausstattung und Lackschema dem P89. Der einzige Unterschied ist der Wegfall der blauen EVAG-Streifen, die von unten nach oben den gesamten Rumpf zieren. Es sind nur noch deren Ansätze vom Dach bis zum Fenster, wie bei den Straßenbahnwagen M8D-NF, vorhanden.

### Spätere Gelenkwagen
B90:

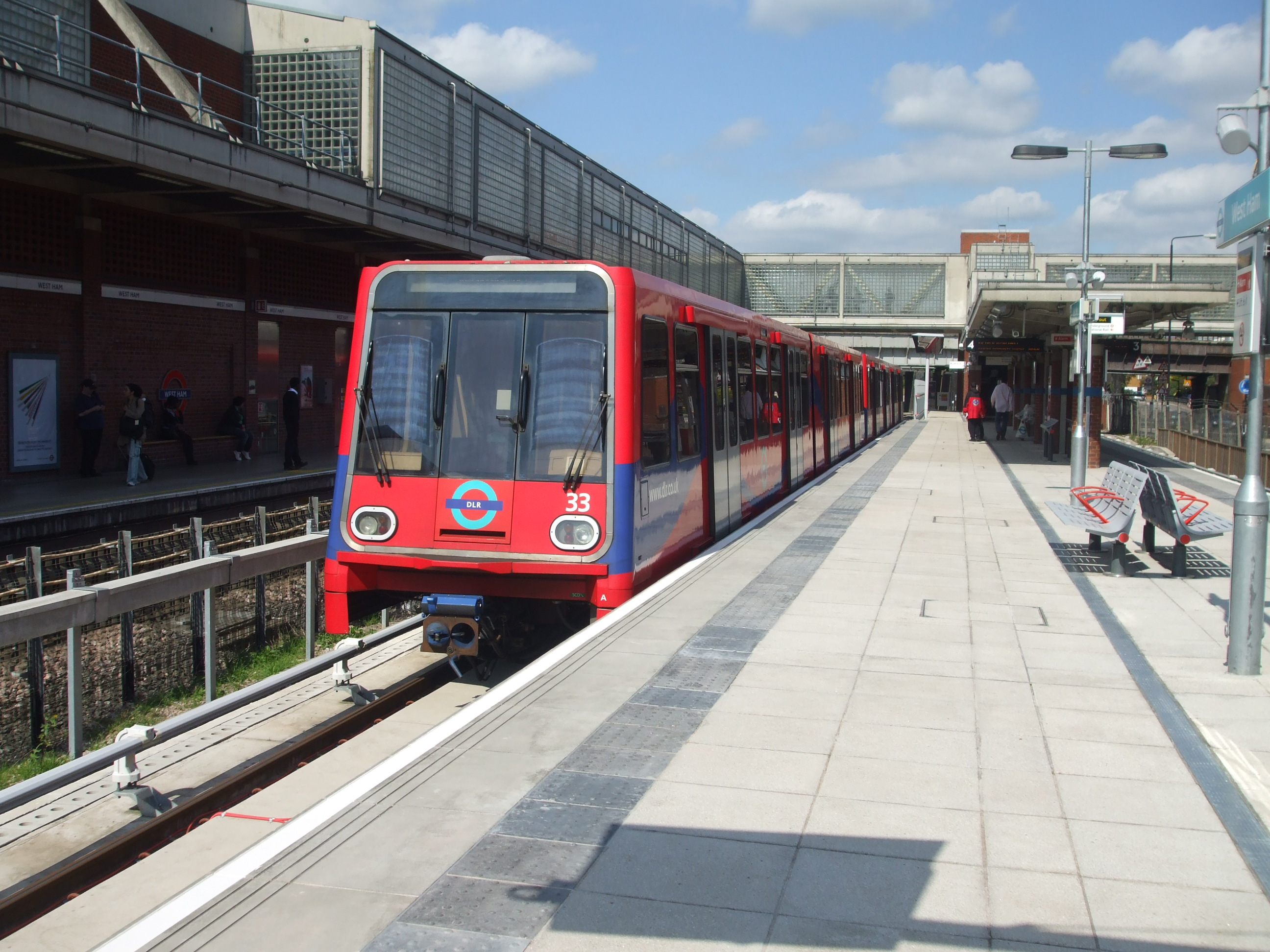
B90er bei West Ham (2011)

Bombardier fertigte im Jahr 1991 die 23 Einheiten der Baureihe B90. Im Fahrzeugbestand sind diese mit den Wagennummern 22–44 aufgenommen worden. Die Fahrzeuge dieser Baureihe wurden nach 2004 generalüberholt und mit einer neuen Lackierung in den Farben Rot und Blau mit grauen Türen versehen.
B92:
Bombardier baute zwischen 1993 und 1995 ebenfalls die 47 Einheiten der Baureihe B92 (Nummern 45 bis 91). Die Einheit Nr. 45 wurde Mitte der 1990er Jahre testweise mit einer neuen Lackierung in Blau und Türkis versehen. Dieses Farbschema verwendete man aber nicht weiter und das Fahrzeug wurde nach einigen Jahren wieder in der ursprünglichen Farbgebung lackiert.
B2K:

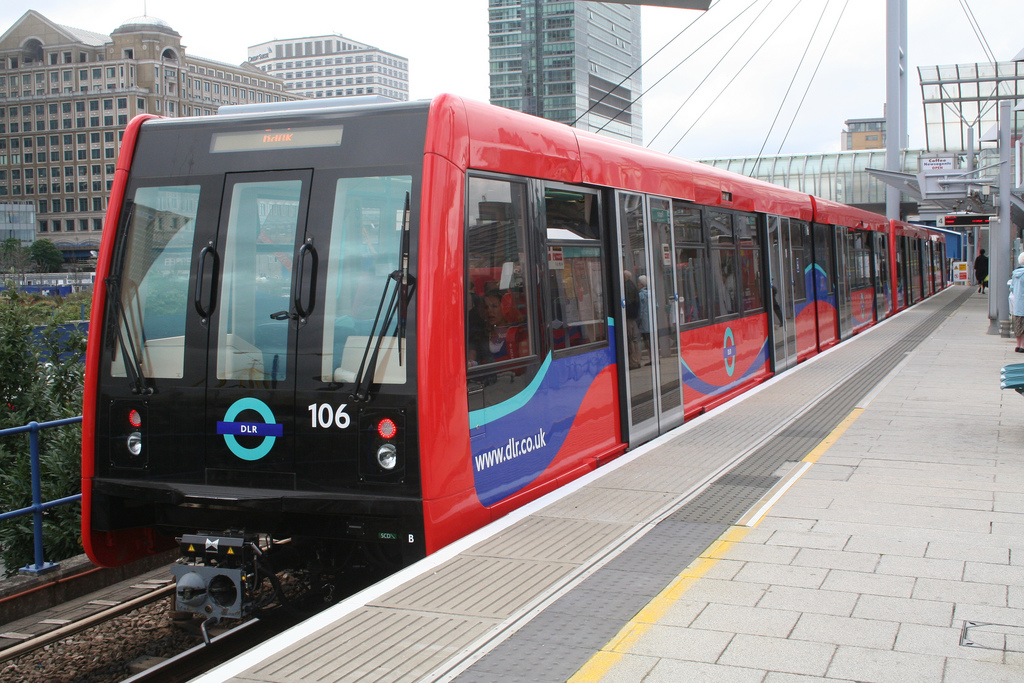
B07er bei Poplar (2008)

Bombardier lieferte in den Jahren 2001 und 2002 die 24 Fahrzeuge der Baureihe B2K (2K ist eine Abkürzung für 2000). Sie tragen die Nummern 92 bis 99 bzw. 01 bis 16. Die Fahrzeugnummern 01 bis 16 waren bereits einmal für die inzwischen außer Dienst gestellten Fahrzeuge der Baureihen P86 und P89 verwendet worden.
B07:
Im Mai 2005 gab Bombardier bekannt, dass es den Auftrag für den Bau weiterer 24 Fahrzeuge (mit einer Option auf neun weitere Einheiten) erhalten hat. Diese sind gegenüber den bisherigen Baureihen technisch verbessert mit besserer Beschleunigung und sanfteren Bremsen, sie haben größere Fenster und weiterentwickelte Türen für schnelleren Passagierwechsel; sie wurden im Bombardier-Werk Bautzen hergestellt. Diese als B07 bezeichneten Fahrzeuge tragen die Nummern 101 bis 124. Das erste neue DLR-Fahrzeug wurde am 22. Dezember 2007 geliefert, der erste Zug im September 2008 in Betrieb genommen. Die letzten Einheiten gingen im Juli 2009 in den Plandienst.
Im Juni 2006 fügte Transport for London dieser Bestellung weitere 31 Einheiten hinzu, lieferbar bis 2009. Die Finanzierung erfolgte zum Teil durch das Budget der Olympischen Spiele 2012. Die Fahrzeuge dieses 2. Vergabeloses (engl. batch 2) wurden gelegentlich als B09 bezeichnet, sie tragen die Fahrzeugnummern 125 bis 155. Die ersten sechs Züge wurden im Juni 2009 geliefert, die letzten gingen im Juli 2010 in Betrieb.
Die B07-EInheiten waren die ersten Züge der DLR, die ab Anfang 2010 in Dreifachtraktion verkehrten. Im Laufe jenes Jahres folgten dann auch B92-Züge in dieser Konfiguration. Die erste Linie für Drei-Wagen-Züge war die Hauptlinie von Bank nach Lewisham, nach und nach wurden alle Linien umgestellt.

### Erste Generation von Triebzügen

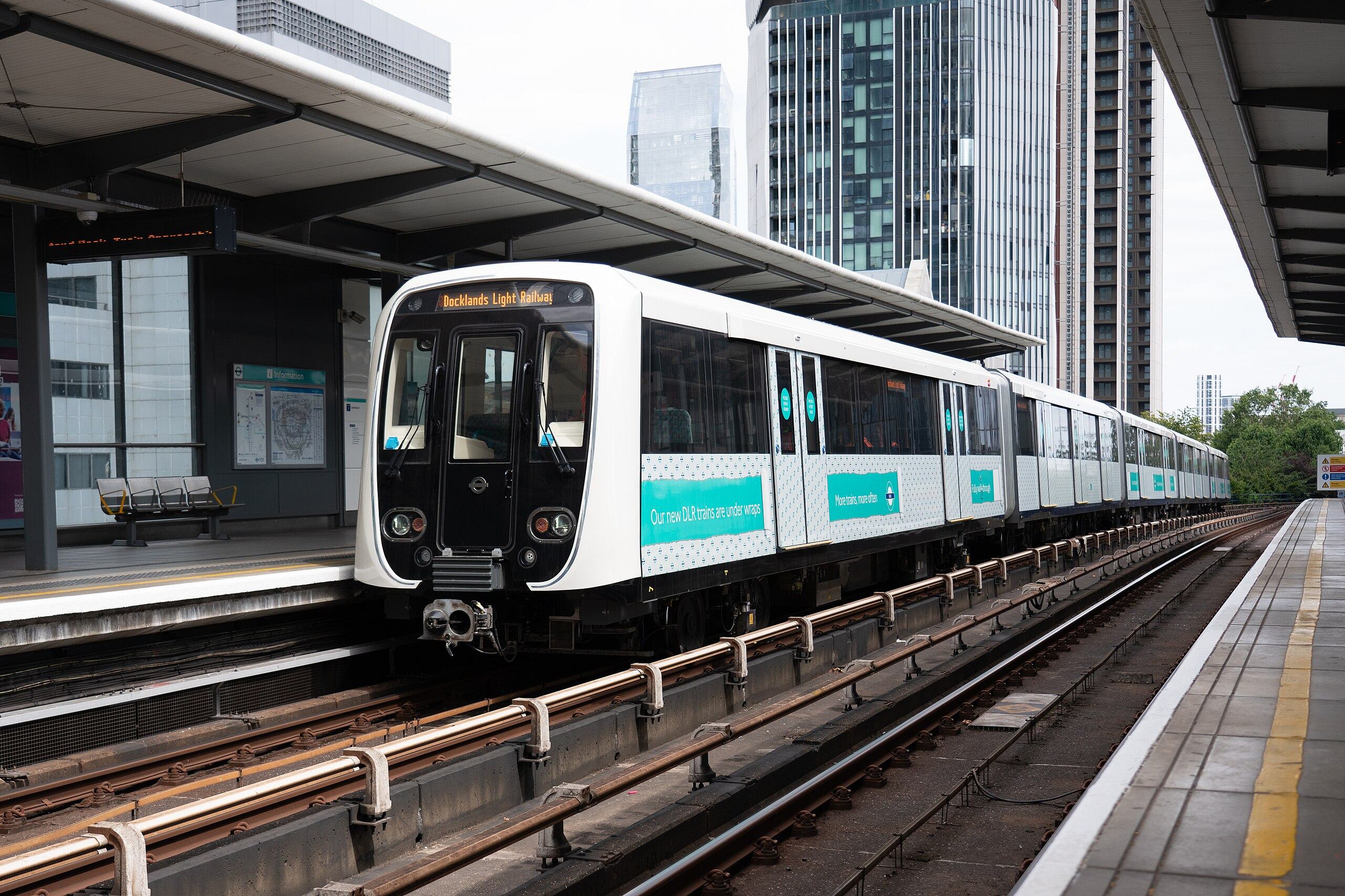
Ein CAF-Triebzug B23 auf Testfahrt in South Quay im Juli 2023

B23: Transport for London (TfL) hat im Juni 2019 CAF mit der Planung, Herstellung und Lieferung einer Flotte von 43 fahrerlosen Metrozügen beauftragt. Der Auftrag wurde später auf 54 Züge erhöht. Die durchgängig begehbaren fünfteiligen Züge basieren auf der Produktplattform Metro von CAF. Sie sind 86,7 Meter lang und können fast 800 Fahrgäste befördern. Die zweiten und vierten Wagen weisen erstmals drei Türen statt zwei Türen pro Seite auf. Der Bau der Triebzüge startete im Jahr 2020 und zu Beginn des Jahres 2023 trafen die ersten Züge im Depot in Beckton ein. Nach umfangreichen Testfahrten und den notwendigen baulichen Anpassungen der Infrastruktur sollen die Züge ab 2024 den Personenverkehr aufnehmen. Die letzten Auslieferungen sind für 2026 geplant. 23 Triebzüge werden die fast 30 Jahre alten B90-Züge, zehn weitere einen Teil der B92-Flotte der DLR ersetzen, während die weiteren 21 Zuggarnituren die Taktfrequenz und die Passagierkapazität im gesamten Netz erhöhen sollen.
Neben den technischen Verbesserungen beim Antrieb soll der Komfort der Passagiere durch eine Echtzeit-Fahrgastinformation, Klimaanlage und Ladebuchsen für Mobilgeräte gesteigert werden. Außerdem soll die Zuverlässigkeit der Treibzüge verbessert werden, wobei es Ziel ist, die Wartungsintervalle auf 50.000 Kilometer auszudehnen. Das Depot in Beckton wird zur Unterbringung dieser Zugflotte ausgebaut, das Depot in Poplar wird ebenfalls angepasst.

## Stationen

### West-Ost-Strecke
- Bank – eröffnet am 29. Juli 1991

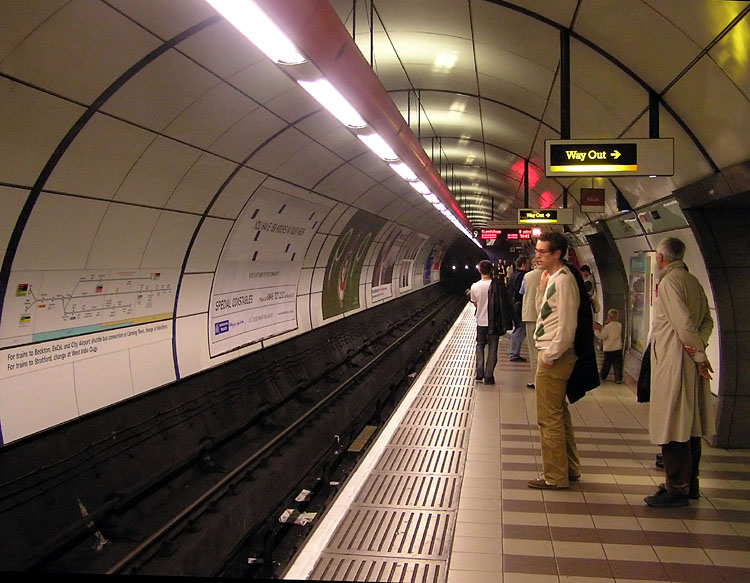
Station Bank (2004)

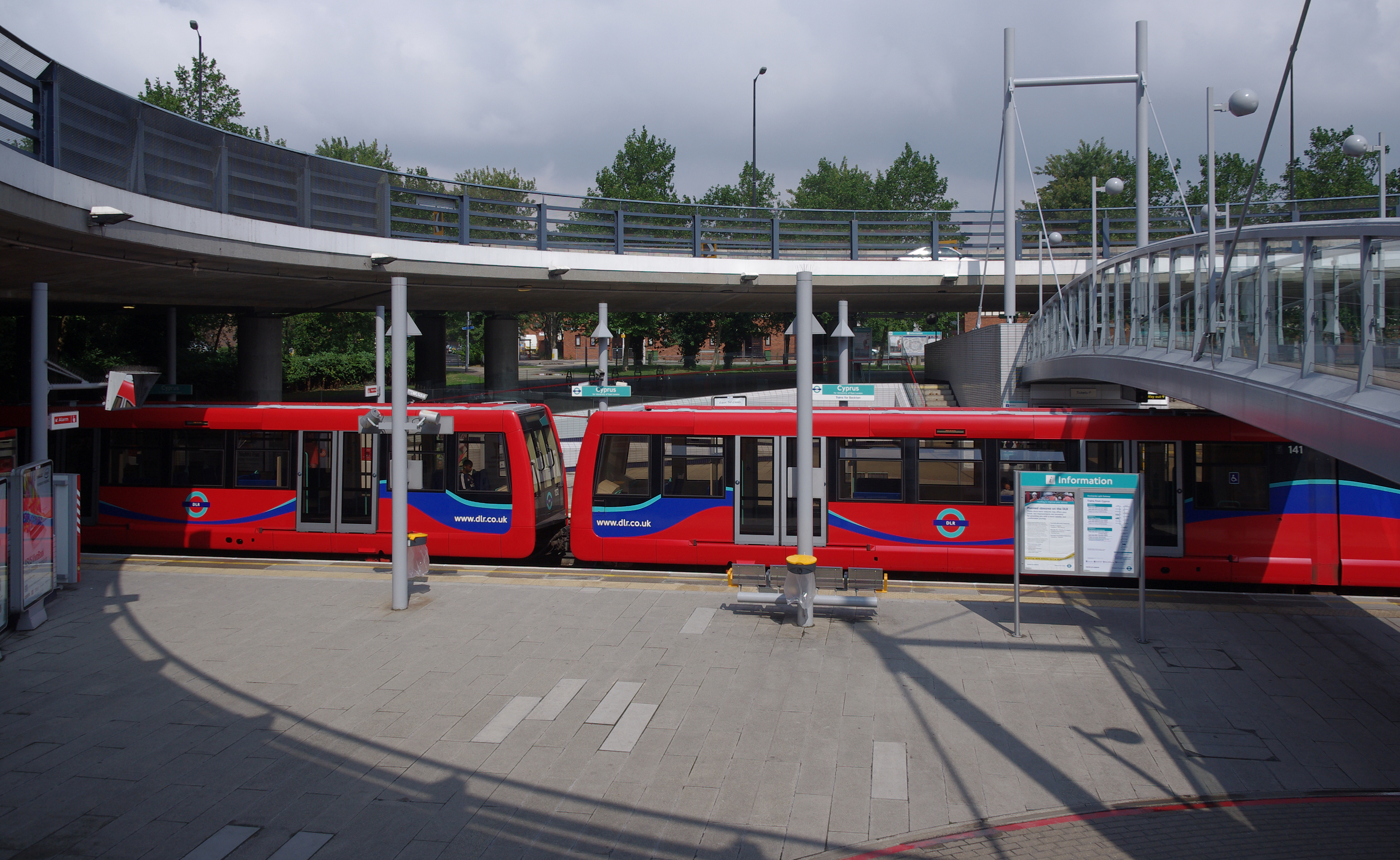
Station Cyprus (2013)

- Tower Gateway – eröffnet am 31. August 1987
- Shadwell – eröffnet am 31. August 1987
- Limehouse – eröffnet am 31. August 1987
- Westferry – eröffnet am 31. August 1987
- Poplar – eröffnet am 31. August 1987
- Blackwall – eröffnet am 28. März 1994
- East India – eröffnet am 28. März 1994
- Canning Town – eröffnet am 5. März 1998
- Royal Victoria – eröffnet am 28. März 1994
- Custom House – eröffnet am 28. März 1994
- Prince Regent – eröffnet am 28. März 1994
- Royal Albert – eröffnet am 28. März 1994
- Beckton Park – eröffnet am 28. März 1994
- Cyprus – eröffnet am 28. März 1994
- Gallions Reach – eröffnet am 28. März 1994
- Beckton – eröffnet am 28. März 1994

### Nord-Süd-Strecke

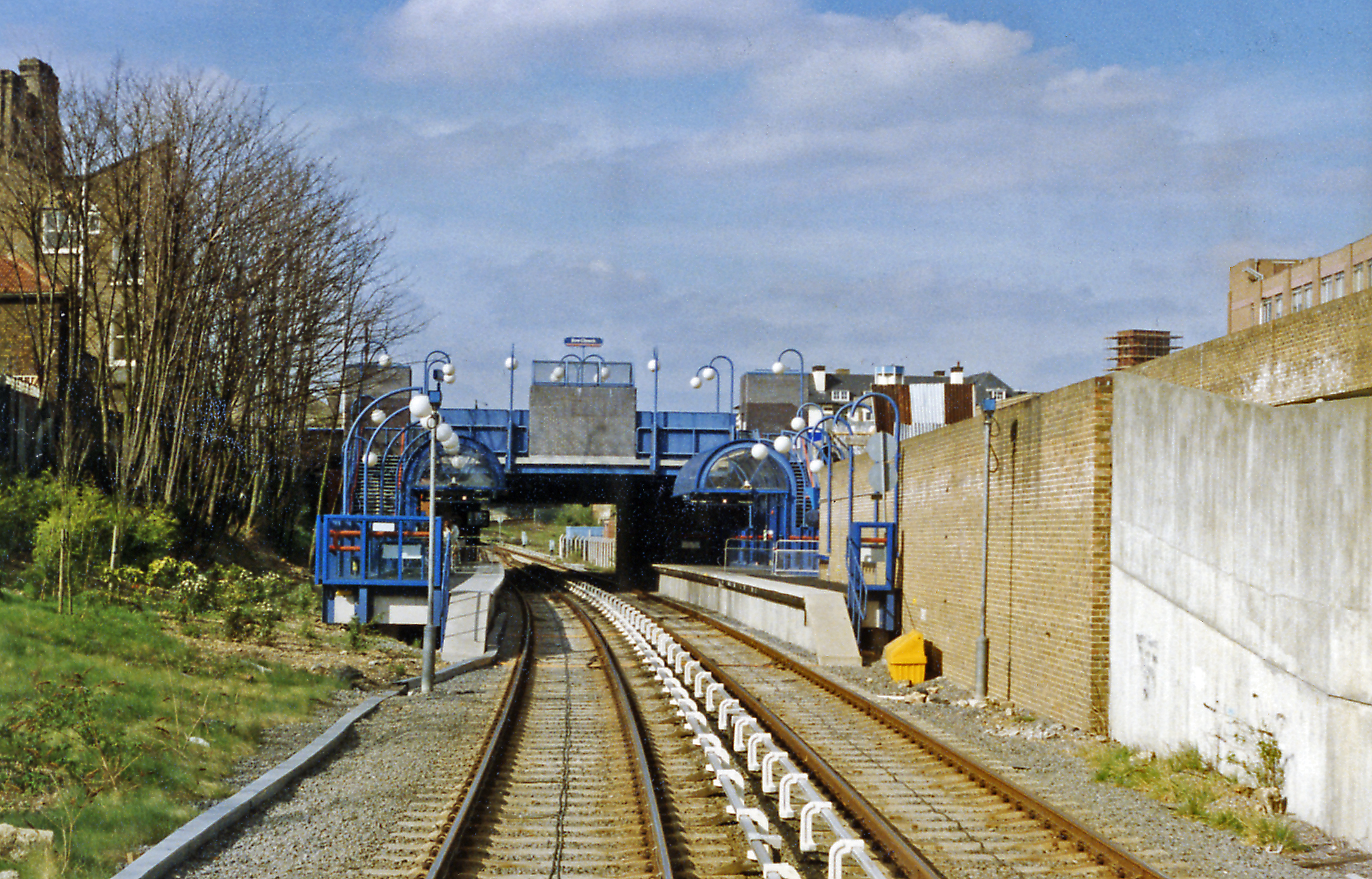
Station Bow Church vor dem Ausbau (1990)

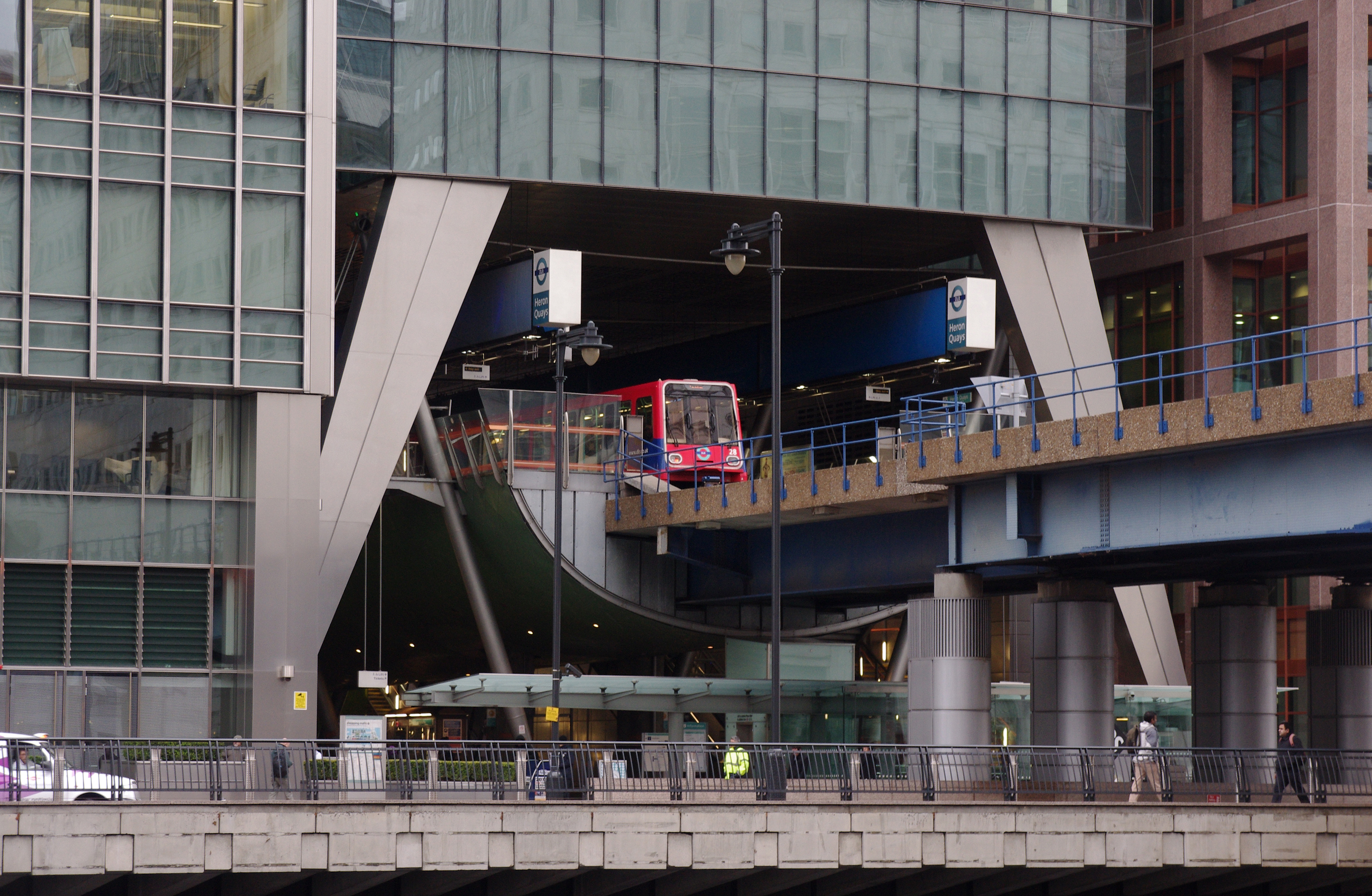
Hausdurchfahrt der Station Heron Quays (2012)

- Stratford – eröffnet am 31. August 1987
- Pudding Mill Lane – eröffnet am 15. Januar 1996
- Bow Church – eröffnet am 31. August 1987
- Devons Road – eröffnet am 31. August 1987
- Langdon Park – eröffnet am 9. Dezember 2007
- All Saints – eröffnet am 31. August 1987
- Poplar – eröffnet am 31. August 1987
- West India Quay – eröffnet am 31. August 1987
- Canary Wharf – eröffnet am 29. Juli 1991
- Heron Quays – eröffnet am 31. August 1987, geschlossen am 10. Februar 1996, wiedereröffnet am 16. März 1996, geschlossen am 30. September 2001, wiedereröffnet am 18. Dezember 2002
- South Quay – eröffnet am 31. August 1987, geschlossen am 10. Februar 1996, wiedereröffnet am 22. April 1996
- Crossharbour – eröffnet am 31. August 1987, geschlossen am 10. Februar 1996, wiedereröffnet am 15. April 1996
- Mudchute – eröffnet am 31. August 1987, geschlossen am 10. Februar 1996, wiedereröffnet am 15. April 1996, geschlossen am 8. Januar 1999, wiedereröffnet am 20. November 1999
- Island Gardens – eröffnet am 31. August 1987, geschlossen am 10. Februar 1996, wiedereröffnet am 15. April 1996, geschlossen am 8. Januar 1999, wiedereröffnet am 20. November 1999
- Cutty Sark – eröffnet am 3. Dezember 1999
- Greenwich – eröffnet am 20. November 1999
- Deptford Bridge – eröffnet am 20. November 1999
- Elverson Road – eröffnet am 20. November 1999
- Lewisham – eröffnet am 20. November 1999

### Abzweig nach Woolwich Arsenal

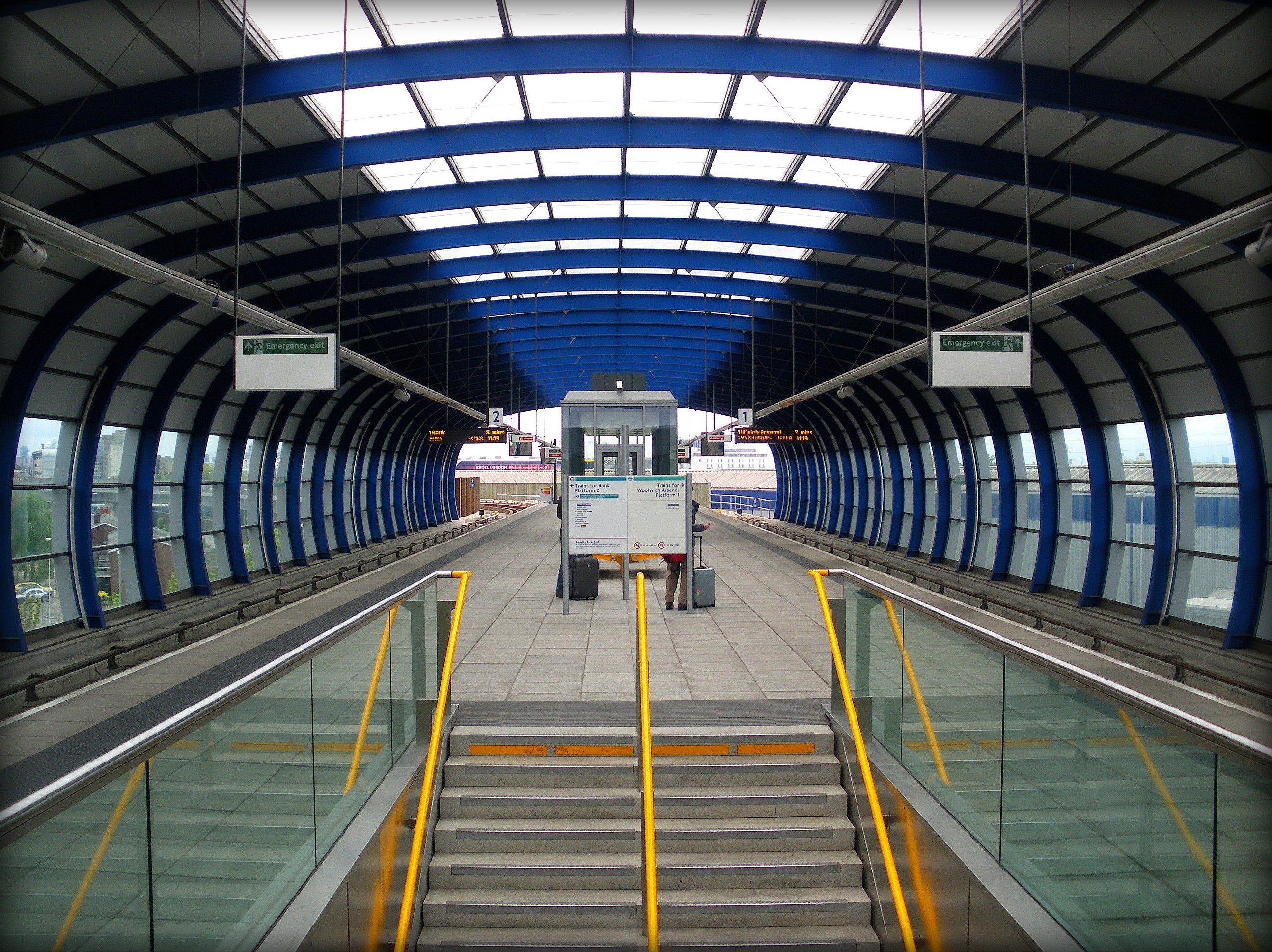
Station London City Airport (2010)

- West Silvertown – eröffnet am 2. Dezember 2005
- Pontoon Dock – eröffnet am 2. Dezember 2005
- London City Airport – eröffnet am 2. Dezember 2005
- King George V – eröffnet am 2. Dezember 2005
- Woolwich Arsenal – eröffnet am 12. Januar 2009

### Strecke nach Stratford International
- Canning Town – eröffnet am 31. August 2011
- Star Lane – eröffnet am 31. August 2011
- West Ham – eröffnet am 31. August 2011
- Abbey Road – eröffnet am 31. August 2011
- Stratford High Street – eröffnet am 31. August 2011
- Stratford Tiefgeschoss – eröffnet am 31. August 2011
- Stratford International – eröffnet am 31. August 2011

## Erweiterungsprojekte

### Nach Dagenham Dock

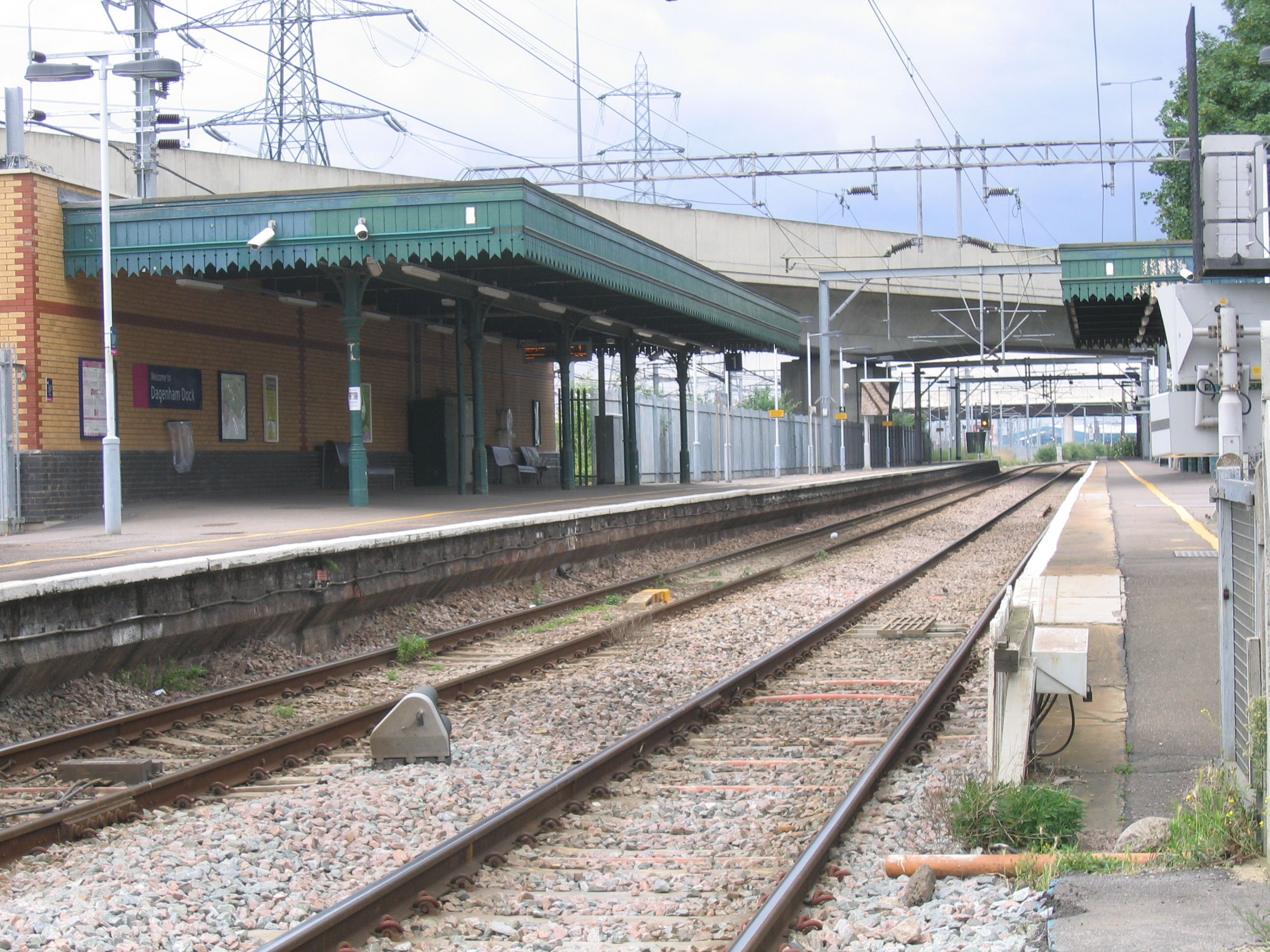
Der Bahnhof Dagenham Dock wurde als mögliche Endstation vorgeschlagen

2007 stellte Transport for London (TfL) das Projekt einer neuen Zweigstrecke von Gallions Reach nach Dagenham Dock vor. Dabei sollte das Entwicklungsgebiet Barking Reach, eine frühere Industriezone, erschlossen und in ein neues Wohn- und Geschäftsgebiet umgewandelt werden. Geplant waren die fünf Stationen Beckton Riverside, Creekmouth, Barking Riverside, Goresbrook und Dagenham Dock. In einer Informationsbroschüre wurden zudem Vorschläge für weitergehende Verlängerungen präsentiert, beispielsweise nach Dagenham Heathway oder gar auf die andere Seite der Themse nach Thamesmead und Abbey Wood (dort mit Anschluss an Crossrail und die North Kent Line).
Der Baubeginn war nicht vor 2013 vorgesehen und der frühestmögliche Termin für die Eröffnung war 2017. Aufgrund der globalen Finanzkrise beantragte Transport for London eine Verschiebung der öffentlichen Anhörung, bis zur Sicherstellung der Finanzierung. Hauptzweck der Verlängerung war die Erschließung noch nicht gebauter Wohnviertel, weshalb es äußerst schwierig wurde, einen Zeitrahmen für dieses Projekt vorherzusagen. Im November 2008 gab Bürgermeister Boris Johnson die Streichung des Projekts bekannt. Gleichwohl gibt es Forderungen, diese Entscheidung rückgängig zu machen. Der London Borough of Barking and Dagenham betrachtet die Strecke weiterhin als unentbehrlich für die Entwicklung des Gebiets.
Im Sommer 2024 veröffentlichte TfL eine positive Beurteilung der neuen Planungen zu einer Verlängerung ab Gallions Reach über die Station Beckton Riverside und anschließender Unterquerung der Themse bis zur vorläufigen Endstation Thamesmead, um die dortigen Neubauprojekte von Wohnquartieren zu erschließen.

### Neue Stationen
Thames Wharf war der Name für zwei verschiedene geplante DLR-Stationen. 1994 befand sich der vorgeschlagene Standort zwischen Canning Town und Royal Victoria. In der Folge sahen Planungen den Standort in einem potenziellen Entwicklungsgebiet an der Strecke zum London City Airport vor, zwischen Canning Town und West Silvertown am westlichen Ende des Royal Victoria Dock. Da es der Zweck der Station ist, das umgebende Gelände zu erschließen (zurzeit eine Mischung aus Brachland und verfallenden Industriebauten), hängt der Bau vom Fortschritt des Regenerationsprojekts ab. Dessen Umsetzung ist mittlerweile auf unbestimmte Zeit verschoben worden.
Ein Grundstück nahe dem London City Airport wurde als möglicher Standort für eine weitere Station namens Silvertown festgelegt. Hier befindet sich der Connaught-Tunnel der früheren North London Line, der seit 2019 von Crossrail wiederverwendet wird. Es gibt jedoch keine Pläne, ob und wann an dieser Stelle eine Station gebaut werden soll.

### Nach Victoria / Charing Cross
Eine im Juli 2005 veröffentlichte Studie des Ingenieurbüros Arup schlug die Verlängerung der DLR von Bank nach Charing Cross vor. Die Tunnelstrecke würde das Zentrum Londons durchqueren und bei Charing Cross die Bahnsteige der Jubilee Line erreichen. Diese waren von 1979 bis 1999 in Betrieb, werden seitdem aber nur für Dienstfahrten genutzt und könnten somit für den öffentlichen Verkehr reaktiviert werden. Es gibt sogar Überlegungen, die DLR von Charing Cross aus weiter bis zum Bahnhof Victoria zu verlängern. In beiden Fällen könnte auch ein bereits bestehendes Tunnelteilstück zwischen Charing Cross und Aldwych genutzt werden, das in den 1970er Jahren im Rahmen des Fleet-Line-Projekts (unverwirklichte Variante der Jubilee Line) erstellt worden war.

### 24-Stunden-Service
Ähnlich wie bei London Underground und London Overground ist ein durchgehender Betrieb in den Nächten zu Samstag und zu Sonntag geplant. Die britische Regierung hat den Willen geäußert, dass spätestens 2021 auf einem Teil der DLR ein Nachtverkehr realisiert wird. Jedoch ist dies bis heute nicht geschehen. (Stand 12/2023)